# Годовский, Ян Валерьевич
Ян Вале́рьевич Годо́вский (род. 29 апреля 1974, Тбилиси, Грузинская ССР) — российский артист балета, ведущий солист Большого театра. Заслуженный артист Российской Федерации (2009).

## Биография
В 1993, после окончания Московского хореографического училища (выпускной класс Игоря Уксусникова), был принят в балетную труппу Большого театра (педагог-репетитор — Борис Акимов).
Наряду с многочисленными ролями в спектаклях репертуара, принимал участие в молодёжных «Новогодних премьерах» Большого театра (1997—1998), выступив в балете «Перипетии любви» и постановках «Преодоление» и «Нерв». В 1999 г. исполнил партию Солиста в балете «Сады Вилландри» на юбилейном вечере Екатерины Максимовой в Большом театре. Участвовал в проекте «Мастерская новой хореографии» (2005—2006): «Поцелуй ветра», «Мгновение», «Белый шум» («Взаимодействия»).
Неоднократно выступал в качестве ассистента хореографа-постановщика, в том числе на постановке пьесы Анжелена Прельжокажа «А дальше — тысячелетие покоя», мировая премьера которой состоялась в Большом театре в 2010, и его же балета «Creation-2010». В 2001 участвовал в антрепризной постановке балета «Сойти с ума» на сборную этническую музыку (хореография Ивана Фадеева).
Выступал на международных балетных фестивалях — в Донецке, Уфе, Риге, Алма-Ате, Чебоксарах и др.

### Семья
Жена (с августа 2009) — Вера Борисенкова, артистка балета Большого театра. Дочь Мария (род. 14 января 2010).

## Репертуар вБольшом театре
- 1996 — «Белоснежка» К. Хачатуряна в постановке Г. Майорова — Гном Весельчак
- 1996 — «Укрощение строптивой» на музыку Д. Скарлатти в обработке К.-Х. Штольце[нем.], хореография Дж. Крэнко — Па де сис
- 1997 — «Чиполлино» К. Хачатуряна, хореография Г. Майорова — Кум Тыква
- 1997 — «Жизель» в редакции В. Васильева — Па д’аксьон
- 1997 — «Спартак» А. Хачатуряна, хореография Ю. Григоровича — Мимы
- 1997 — «Перипетии любви» на музыку В. А. Моцарта в постановке Йорга Маннеса
- 1997 — «Преодоление» на музыку И. С. Баха в постановке Ивана Фадеева
- 1997 — «Нерв» на музыку М. де Фальи в постановке Ивана Фадеева
- 1998 — «Лебединое озеро» П. Чайковского в редакции В. Васильева — Друзья принца
- 1999 — «Щелкунчик» П. Чайковского — Французская кукла
- 1999 — «Конёк-Горбунок» Р. Щедрина в постановке Н. Андросова — Коралл
- 1999 — «Агон» И. Стравинского, хореография Дж. Баланчина — Первое па де труа (первый исполнитель)
- 1999 — «Бессонница» С. Жукова в постановке Александра Петухова — Поэт (первый исполнитель)
- 1999 — «Сады Вилландри» на музыку Ф. Шуберта, хореография М. Кларк — солист (премьера в России)
- 2000 — «Дочь фараона» Ц. Пуни в постановке П. Лакотта по М. Петипа — Вторая вариация в па д’аксьон (первый исполнитель)
- 2000 — «Щелкунчик» П. Чайковского — Щелкунчик-принц
- 2001 — «Пассакалья» на музыку А. фон Веберна в постановке Р. Пети — Солист (первый исполнитель в Большом театре)
- 2002 — «Тщетная предосторожность» Л. Герольда, хореография Ф. Аштона — Ален
- 2002 — «Легенда о любви» А. Меликова в постановке Ю. Григоровича — Друзья Ферхада
- 2002 — «Баядерка» Л. Минкуса, хореография М. Петипа в редакции Ю. Григоровича — Магедавея, танец с барабаном
- 2003 — «Собор Парижской Богоматери» М. Жарра в постановке Р. Пети — Клод Фролло (первый исполнитель в Большом театре)
- 2003 — «Светлый ручей» Д. Шостаковича в постановке А. Ратманского — Классический танцовщик
- 2003 — «Тщетная предосторожность» Л. Герольда — Колен
- 2003 — «Ромео и Джульетта» С. Прокофьева в постановке Д. Доннеллана и Р. Поклитару — Ромео
- 2004 — «Симфония до мажор» на музыку Ж. Бизе, хореография Дж. Баланчина — солист III части
- 2004 — Тарантелла (на музыку Л. М. Готтшалька, хореография Дж. Баланчина)
- 2004 — «Магриттомания» Ю. Красавина в постановке Ю. Посохова — «Три солиста» (первый исполнитель в Большом театре)
- 2004 — «Палата № 6» на музыку А. Пярта в постановке Р. Поклитару — Пациент
- 2004 — «Сон в летнюю ночь» на музыку Ф. Мендельсона-Бартольди и Д. Лигети в постановке Дж. Ноймайера — Филострат (Пэк) (первый исполнитель в Большом театре)
- 2005 — «Болт» Д. Шостаковича в постановке А. Ратманского — Ян (первый исполнитель)
- 2005 — «Симфония до мажор» — солист I части
- 2005 — «Предзнаменования» на музыку П. Чайковского, хореография Л. Мясина — Судьба
- 2005 — «Игра в карты» И. Стравинского в постановке А. Ратманского — Солист (первый исполнитель)
- 2005 — «Поцелуй ветра» А. Рубцова в постановке Андрея Меланьина
- 2006 — «Мгновение» на музыку С. Барбера в постановке Ивана Урбана
- 2006 — «Взаимодействия» (хореографическая сюита «Белый шум») на музыку В. Полторацкого, хореография Анны Балуковой
- 2006 — «Золушка» С. Прокофьева, хореография Ю. Посохова, режиссёр Ю. Борисов — Друзья Принца, солисты вальса (первый исполнитель)
- 2007 — «Misericordes» на музыку А. Пярта в постановке К. Уилдона — Солист (первый исполнитель)
- 2007 — «В комнате наверху» Ф. Гласса, хореография Т. Тарп — Солист (первый исполнитель в Большом театре)
- 2007 — «Корсар» А. Адана, хореография М. Петипа, постановка и новая хореография А. Ратманского и Ю. Бурлаки — Танец невольников
- 2008 — «Сильфида» Х. С. Левенскольда, хореография А. Бурнонвиля в редакции Й. Кобборга) — Джеймс
- 2008 — «Пламя Парижа» Б. Асафьева в постановке А. Ратманского с использованием хореографии В. Вайнонена — Марсельский танец
- 2009 — «Заклятие рода Эшеров» на музыку Г. Гетти, хореография В. Васильева — Родерик (премьера балета на Новой сцене Большого театра в рамках фестиваля Российского национального оркестра)
- 2011 — «Утраченные иллюзии» Л. Десятникова в постановке А. Ратманского — Балетмейстер (первый исполнитель)
- 2011 — «Жизель» А. Адана, хореография Ж. Коралли, Ж. Перро, М. Петипа в редакции Ю. Григоровича — Вильфрид
- 2011 — «Chroma» Дж. Тэлбота, Дж. Уайта, хореография У. МакГрегора (участник премьеры в Большом театре)

Пермский академический театр оперы и балета им. П. И. Чайковского
- 2010 — «Заклятие рода Эшеров» на музыку Г. Гетти, хореография В. Васильева — Родерик (юбилейный вечер Владимира Васильева).

## Награды и признание
- Национальная театральная премия «Золотая маска» (2006) — за исполнение партии Пэка/Филострата в балете «Сон в летнюю ночь» (сезон 2004/2005)[2]
- «Душа танца» (номинация «Звезда») — приз журнала «Балет» (2007)[3]
- Заслуженный артист Российской Федерации (2009)